# Niezależni sportowcy olimpijscy na Letnich Igrzyskach Olimpijskich 2000
Niezależni sportowcy olimpijscy na Letnich Igrzyskach Olimpijskich 2000 – drużyna składająca się z czworga zawodników (jednej kobiety i trzech mężczyzn) podczas igrzysk, które rozgrywano w australijskim Sydney. W jej skład weszli reprezentanci Timoru Wschodniego, wówczas jeszcze pod egidą Międzynarodowego Komitetu Olimpijskiego. Startowali oni w trzech spośród trzydziestu jeden rozgrywanych dyscyplin, nie zdobywając żadnego medalu. Chorążym ekipy był bokser Victor Ramos, dla którego był to podobnie jak dla innych niezależnych olimpijczyków z Timoru, pierwszy start na igrzyskach. Najmłodszym „reprezentantem” był Calisto da Costa, miał wtedy 21 lat, 220 dni, zaś najstarszym był Victor Ramos, który miał 30 lat, 153 dni.
Był to już drugi start Niezależnych olimpijczyków na igrzyskach olimpijskich. Poprzednio startowali w 1992, na Igrzyskach w Barcelonie, kiedy to niezależnymi olimpijczykami byli sportowcy z Federalnej Republiki Jugosławii i Macedonii. Zdobyli wtedy trzy medale – srebrny Jasny Šekarić i dwa brązowe Aranki Binder i Stevana Pletikosicia. Wszystkie zdobyte w strzelectwie. Zajęli wtedy czterdziestą czwartą pozycję w klasyfikacji medalowej.

## Tło startu
Timor Wschodni, który do tej pory był częścią Indonezji dążył do niepodległości, a od października 1999 roku był pod kontrolą Organizacji Narodów Zjednoczonych. MKOl wyraził jednak zgodę na występ Timorczyków na igrzyskach pod flaga olimpijską, czyli jako niezależni sportowcy olimpijscy. Na Letnich Igrzyskach Olimpijskich 2000 wystąpiło czterech Timorczyków dla których był to debiut w wydarzeniu sportowym tej rangi. Przed igrzyskami trenowali w strasznych warunkach; w czasie gdy w Dili wybuchały walki maratończycy biegali na ulicach miasta, a pozostali sportowcy mieli do dyspozycji jedynie własnoręczny prowizoryczny sprzęt do treningu. Jak określały to media, dla nich najważniejszym osiągnięciem była możliwość występu i ukończenia zawodów.

## Statystyki według dyscyplin
| Lp.     | Sport                | Mężczyźni | Kobiety |
| ------- | -------------------- | --------- | ------- |
| 1.      | Boks                 | 1         | 0       |
| 2.      | Lekkoatletyka        | 1         | 1       |
| 3.      | Podnoszenie ciężarów | 1         | 0       |
| Łącznie | Łącznie              | 3         | 1       |

## Wyniki

### Boks
Timor Wschodni miał jednego przedstawiciela w boksie. Był nim Victor Ramos, który wziął udział w rywalizacji pięściarzy w wadze lekkiej (do 60 kg). W dwunastym pojedynku pierwszej fazy, która odbyła się 17 października, walczył z reprezentującym Ghanę Raymondem Narhem. Timorczyk przegrał 20:23, a jego rywal odpadł w kolejnej rundzie. W tej kategorii wagowej wygrał Kubańczyk Mario Kindelán. Ramos został sklasyfikowany na 17. pozycji ex aequo z zawodnikami, którzy odpadli w tej samej rundzie.
| Zawodnik     | Konkurencja | 1/32               | 1/16             | 1/8              | Ćwierćfinał      | Półfinał         | Finał            | Finał   |
| Zawodnik     | Konkurencja | Przeciwnik Wynik   | Przeciwnik Wynik | Przeciwnik Wynik | Przeciwnik Wynik | Przeciwnik Wynik | Przeciwnik Wynik | Pozycja |
| ------------ | ----------- | ------------------ | ---------------- | ---------------- | ---------------- | ---------------- | ---------------- | ------- |
| Victor Ramos | waga lekka  | Raymond Narh 20:23 | NQ               | NQ               | NQ               | NQ               | NQ               | 17.     |

### Lekkoatletyka
Podczas igrzysk w Sydney dwoje timorskich lekkoatletów wystąpiło w maratonie: Agueda Amaral wśród pań, a w stawce mężczyzn Calisto da Costa.
24 września 2000 roku odbył się bieg maratoński kobiet. Na starcie stanęły 53 zawodniczki, z których do mety dobiegło 45. Agueda Amaral przybiegła z czasem 3:10:55 i zajęła 43. miejsce, wyprzedzając Rhondę Davidson-Alley z Guamu oraz Sirivanh Ketavong z Laosu. Jako pierwsza na metę przybiegła Japonka Naoko Takahashi, bijąc jednocześnie ówczesny rekord igrzysk (2:23:14), który został pobity 12 lat później podczas igrzysk w Londynie, wtedy to Etiopka Tiki Gelana przybiegła do mety z czasem 2:23:07.
Jak podaje agencja Associated Press, Agueda Amaral wbiegając na stadion zatrzymała się nie zdając sobie sprawy, że ma jeszcze jedno okrążenie do ukończenia biegu. Amaral zatrzymała się w pobliżu mety, uklękła na bieżni i położyła dłonie na ziemi. Widownia widząc, że zawodniczce ciężko jest dobiec do końca, wstała i oklaskami motywowała ją do ukończenia biegu. Niesiona dopingiem kibiców dobiegła do mety i ukończyła bieg.
| Lp. | zawodniczka   | pomiar czasu (miejsce) na | pomiar czasu (miejsce) na | pomiar czasu (miejsce) na | pomiar czasu (miejsce) na | pomiar czasu (miejsce) na | pomiar czasu (miejsce) na | pomiar czasu (miejsce) na | pomiar czasu (miejsce) na | pomiar czasu (miejsce) na | rezultat | strata |
| Lp. | zawodniczka   | 5 km                      | 10 km                     | 15 km                     | 20 km                     | ½ trasy                   | 25 km                     | 30 km                     | 35 km                     | 40 km                     | rezultat | strata |
| --- | ------------- | ------------------------- | ------------------------- | ------------------------- | ------------------------- | ------------------------- | ------------------------- | ------------------------- | ------------------------- | ------------------------- | -------- | ------ |
| 43. | Agueda Amaral | 19:21 (51)                | 40:09 (51)                | 1:00:48 (51)              | 1:22:13 (50)              | 1:27:06 (49)              | 1:44:36 (47)              | 2:08:32 (44)              | 2:33:54 (44)              | 3:00:26 (43)              | 3:10:55  | +47,41 |

1 października odbył się maraton mężczyzn. W stawce do rywalizacji przystąpiło 102 zawodników, spośród których bieg ukończyło 81. Timorczyk Calisto da Costa z czasem 2:33:11 zajął 71. miejsce, tracąc do zwycięzcy – Etiopczyka Gezahegne Abera – 23 minuty.
| Lp. | zawodnik         | pomiar czasu (miejsce) na | pomiar czasu (miejsce) na | pomiar czasu (miejsce) na | pomiar czasu (miejsce) na | pomiar czasu (miejsce) na | pomiar czasu (miejsce) na | pomiar czasu (miejsce) na | pomiar czasu (miejsce) na | pomiar czasu (miejsce) na | rezultat | strata |
| Lp. | zawodnik         | 5 km                      | 10 km                     | 15 km                     | 20 km                     | ½ trasy                   | 25 km                     | 30 km                     | 35 km                     | 40 km                     | rezultat | strata |
| --- | ---------------- | ------------------------- | ------------------------- | ------------------------- | ------------------------- | ------------------------- | ------------------------- | ------------------------- | ------------------------- | ------------------------- | -------- | ------ |
| 71. | Calisto da Costa | 16:10 (90)                | 33:10 (92)                | 49:50 (89)                | 1:06:43 (88)              | 1:10:37 (83)              | 1:24:16 (82)              | 1:43:29 (81)              | 2:03:17 (76)              | 2:24:42 (71)              | 2:33:11  | +23:00 |

### Podnoszenie ciężarów
Jedynym startującym sztangistą podczas Letnich Igrzysk Olimpijskich 2000 był Martinho de Araújo. Wystąpił w kategorii wagowej do 56 kilogramów. Zawody w tej kategorii odbyły się 17 września 2000 roku i zostały podzielone na dwie grupy – A i B. De Araújo wystąpił w słabszej grupie B. W rwaniu pierwsze dwie próby na 65 kilogramów spalił, natomiast trzecią na 67,5 kilograma zaliczył. Rwanie zakończył na 20. miejscu wśród wszystkich sklasyfikowanych zawodników (do zawodów przystąpiło 22 zawodników). W podrzucie dwie pierwsze próby na 85 i 90 kilograma zaliczył, a kolejną na 95 spalił; podrzut zakończył na 20. miejscu, i z wynikiem 157,5 kilogramów w dwuboju zajął 9. miejsce w grupie B, a w końcowej klasyfikacji uplasował się na 20. miejscu. Zajął on ostatnie miejsce wśród sklasyfikowanych sztangistów (Manuel Minginfel z Mikronezji spalił trzy próby w rwaniu, a Iwan Iwanow z Bułgarii został zdyskwalifikowany). Całe zawody wygrał wówczas Turek, Halil Mutlu.
| Miejsce | Zawodnik           | Grupa | Waga ciała | Rwanie (kg) | Rwanie (kg) | Rwanie (kg) | Rwanie (kg) | Podrzut (kg) | Podrzut (kg) | Podrzut (kg) | Podrzut (kg) | Dwubój (kg) |
| Miejsce | Zawodnik           | Grupa | Waga ciała | 1           | 2           | 3           | Wynik       | 1            | 2            | 3            | Wynik        | Dwubój (kg) |
| ------- | ------------------ | ----- | ---------- | ----------- | ----------- | ----------- | ----------- | ------------ | ------------ | ------------ | ------------ | ----------- |
| 20.     | Martinho de Araújo | B     | 55,75      | 65          | 65          | 67,5        | 67,5        | 85           | 90           | 95           | 90           | 157,5       |